# Jenny Beavan
Jenny Beavan (Londres, 1950) es una diseñadora de vestuario británica. Ganó el premio de la Academia al mejor diseño de vestuario en 1986 por A Room With A View. También ganó otro premio de la Academia y el premio BAFTA por Diseño de Vestuario por Mad Max: Fury Road y en 2022 por Cruella; y ha sido nominada diez veces para el Premio de la Academia. Asimismo recibió una nominación al premio Tony al mejor diseño de vestuario por la obra Vidas privadas.

## Primeros años
Nació en Londres, Inglaterra. Su padre era violonchelista, su madre tocaba la viola. Les atribuye el mérito de haberle inculcado una sólida ética de trabajo. Obtuvo un título de diseño de decorados por la Central School of Art and Design.

## Carrera profesional

Detalle del traje de Emma Thompson como Elinor Dashwood en Sense and Sensibility, diseñado por Beavan y John Bright.

Es conocida por su trabajo en las películas de Merchant Ivory. En la década de 1970, trabajó en el diseño de decorados para producciones teatrales en Londres. Se incorporó al campo del diseño de vestuario cinematográfico tras obtener un puesto no remunerado para diseñar el vestuario de una pequeña película de Merchant Ivory, Hullabaloo Over Georgie and Bonnie's Pictures. Así comenzó su larga relación con las producciones de Merchant Ivory.
Ha trabajado con frecuencia con el diseñador de vestuario John Bright, que dirige la empresa de alquiler de vestuario Cosprop, y le atribuye el mérito de haberla educado cuando estaba comenzando su carrera. Ella dijo que la ayudó «simplemente escuchándolo aprendiendo de él, aprendiendo la historia y la política del vestuario». Desde entonces, los dos han colaborado juntos en más de diez películas y han compartido seis nominaciones al Oscar.

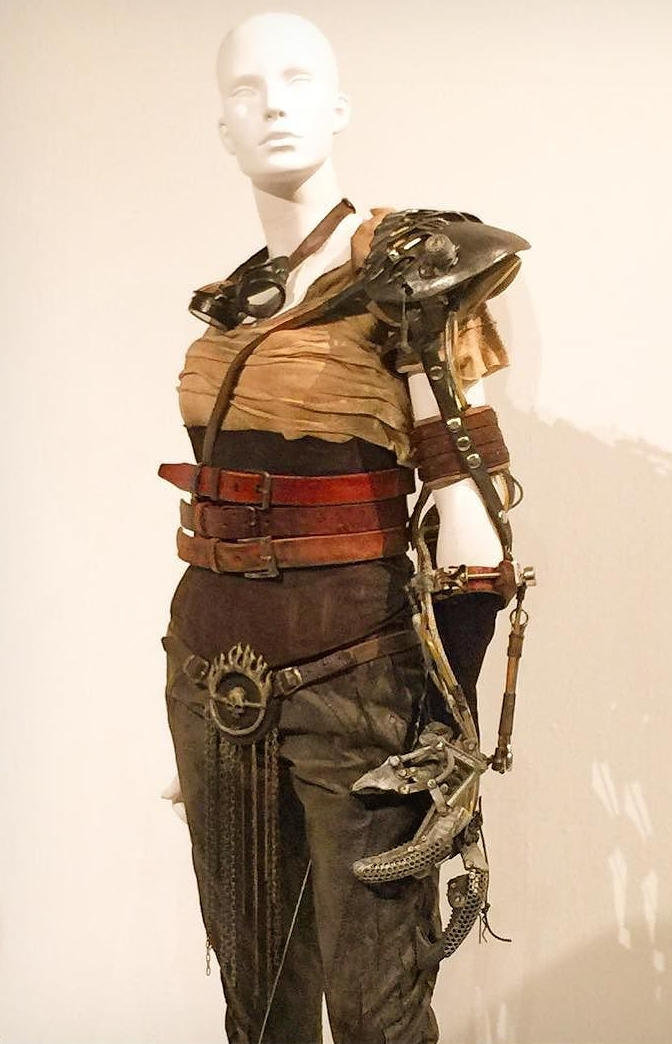
Detalle del traje que lució Charlize Theron como Imperator Furiosa en Mad Max: Fury Road, diseñado por Beavan.

En 2016 ganó el BAFTA por Mad Max: Fury Road, con un vestuario que recrea un futuro apocalíptico, el cual considera uno de los retos más difíciles de su carrera «porque estaba muy lejos de mi zona de confort»..
Fue nombrada Oficial de la Orden del Imperio Británico (OBE) en los Honores de Año Nuevo de 2017 por sus servicios a la producción de dramas.
En junio de 2018 recibió una beca honoraria de la Arts University Bournemouth junto con la bailarina Darcey Bussell, la diseñadora gráfica Margaret Calvert y el director y guionista Edgar Wright.

## Vida personal
Tiene una hija, Caitlin, una productora de teatro nacida en 1985. Trabajaron juntas en la producción teatral del West End de Third Finger Left Hand en Estudios Trafalgar en 2013.

## Trabajos en cine
| Año  | Título                             | Director                     | Notas                  |
| ---- | ---------------------------------- | ---------------------------- | ---------------------- |
| 1979 | The Europeans                      | James Ivory                  | Asistente de vestuario |
| 1980 | Jane Austen in Manhattan           | James Ivory                  |                        |
| 1984 | Las bostonianas                    | James Ivory                  | con John Bright        |
| 1985 | A Room with a View                 | James Ivory                  | con John Bright        |
| 1987 | Maurice                            | James Ivory                  | con John Bright        |
| 1988 | A Summer Story                     | Piers Haggard                |                        |
| 1988 | La secta de los farsarios          | Nicholas Meyer               | con John Bright        |
| 1990 | Mountains of the Moon              | Bob Rafelson                 | con John Bright        |
| 1991 | Colmillo blanco                    | Randal Kleiser               | con John Bright        |
| 1991 | Impromptu                          | James Lapine                 |                        |
| 1992 | Howards End                        | James Ivory                  | con John Bright        |
| 1993 | Swing Kids                         | Thomas Carter                |                        |
| 1993 | Lo que queda del día               | James Ivory                  | con John Bright        |
| 1994 | Black Beauty                       | Caroline Thompson            |                        |
| 1995 | Sense and Sensibility              | Ang Lee                      | con John Bright        |
| 1995 | Jefferson in Paris                 | James Ivory                  | con John Bright        |
| 1996 | Jane Eyre                          | Franco Zeffirelli            |                        |
| 1997 | Metroland                          | Philip Saville               |                        |
| 1998 | Ever After : A Cinderella Story    | Andy Tennant                 |                        |
| 1999 | Anna and the King                  | Andy Tennant                 |                        |
| 1999 | Té con Mussolini                   | Franco Zeffirelli            |                        |
| 2001 | Gosford Park                       | Robert Altman                |                        |
| 2002 | Possession                         | Neil LaBute                  |                        |
| 2003 | Timeline                           | Richard Donner               |                        |
| 2004 | Alejandro Magno                    | Oliver Stone                 |                        |
| 2005 | Casanova                           | Lasse Hallström              |                        |
| 2006 | La dalia negra                     | Brian De Palma               |                        |
| 2006 | Amazing Grace                      | Michael Apted                |                        |
| 2008 | Defiance                           | Edward Zwick                 |                        |
| 2009 | Sherlock Holmes                    | Guy Ritchie                  |                        |
| 2010 | El discurso del rey                | Tom Hooper                   |                        |
| 2011 | Sherlock Holmes: Juego de sombres  | Guy Ritchie                  |                        |
| 2012 | Gambit                             | Michael Hoffman              |                        |
| 2015 | Child 44                           | Daniel Espinosa              |                        |
| 2015 | Mad Max: Fury Road                 | George Miller                |                        |
| 2016 | Un reino unido                     | Amma Asante                  |                        |
| 2016 | A Cure for Wellness                | Gore Verbinski               |                        |
| 2017 | Life                               | Daniel Espinosa              |                        |
| 2018 | Christopher Robin                  | Marc Forster                 |                        |
| 2018 | El cascanueces y los cuatro reinos | Lasse Hallström Joe Johnston |                        |
| 2019 | Mrs Lowry & Son                    | Adrian Noble                 |                        |
| 2020 | Dolittle                           | Stephen Gaghan               |                        |
| 2021 | Cruella                            | Craig Gillespie              |                        |
| 2022 | Mrs. Harris Goes to Paris          | Anthony Fabian               | Posproducción          |
| 2022 | White Bird: A Wonder Story         | Marc Forster                 | Posproducción          |

## Premios
Premios de la Academia
Los premios de la Academia han reconocido el trabajo de vestuario de Beavan con once nominaciones y tres premios, ganando Mejor diseño de vestuario por A Room with a View, Mad Max: Fury Road y Cruella.
| Año  | Categoría                 | Película                   | Resultado |
| ---- | ------------------------- | -------------------------- | --------- |
| 1984 | Mejor diseño de vestuario | Las bostonianas (película) | Nominada  |
| 1986 | Mejor diseño de vestuario | A Room with a View         | Ganadora  |
| 1988 | Mejor diseño de vestuario | Maurice                    | Nominada  |
| 1993 | Mejor diseño de vestuario | Howards End                | Nominada  |
| 1994 | Mejor diseño de vestuario | Lo que queda del día       | Nominada  |
| 1996 | Mejor diseño de vestuario | Sense and Sensibility      | Nominada  |
| 2000 | Mejor diseño de vestuario | Anna and the King          | Nominada  |
| 2002 | Mejor diseño de vestuario | Gosford Park               | Nominada  |
| 2011 | Mejor diseño de vestuario | El discurso del rey        | Nominada  |
| 2016 | Mejor diseño de vestuario | Mad Max: Fury Road         | Ganadora  |
| 2021 | Mejor diseño de vestuario | Cruella                    | Ganadora  |